# La Congona

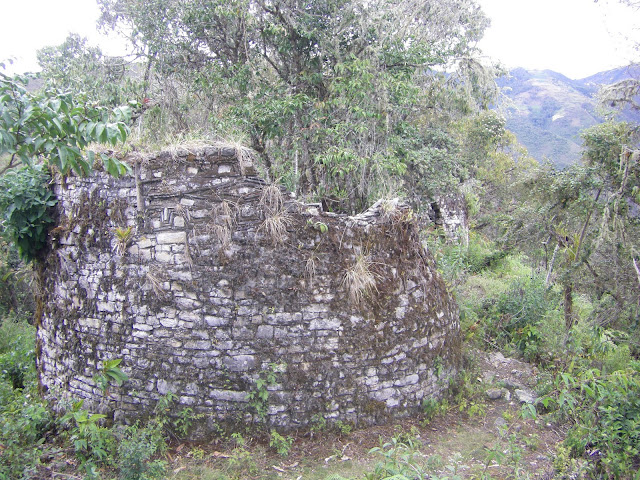
La Congona

La Congona es un complejo arqueológico de la cultura Chachapoyas en Perú. Construido en piedra labrada y colocada de forma simétrica con amalgama de barro. Fue declarado Patrimonio Cultural de la Nación, mediante RDN N.º 196/INC-2003.

## Ubicación
Se encuentra ubicado en una zona de bosque húmedo en el distrito de San Francisco del Yeso, provincia de Luya, Departamento de Amazonas a una altitud de 2836 m s. n. m.

## Descripción
Es un conjunto habitacional construido en piedra caliza labrada con argamasa de barro. Se aprecia decoración externa mixta con ornamentación romboidal, greca, zic zac y en el interior hornacinas de forma cuadrangular. Estas construcciones data de los años 1 100 a 1 350 d. C. Por su ubicación se cree que fue un fortín militar, en sus alrededores se puede observar variedad de orquídeas cultivos agrícolas y vegetación del Lugar. Ocupa un área de 2 ha
Está dividido en dos zonas Norte y Sur.

## Acceso
Se accede por el distrito de Leimebamba. Está ubicado en una zona de bosque húmedo.